# Trachypenaeopsis richtersii
Trachypenaeopsis richtersii är en kräftdjursart som först beskrevs av Edward John Miers 1884.
Trachypenaeopsis richtersii ingår i släktet Trachypenaeopsis och familjen Penaeidae. Inga underarter finns listade i Catalogue of Life.